# Otto Baum
Otto Baum (22. ledna 1900, Leonberg, Německo – 22. ledna 1977, Esslingen am Neckar, Německo) byl německý sochař. V roce 1937 byl jedním z umělců, jejichž díla byla vystavena na Entartete Kunst v Mnichově. Zemřel 22. ledna 1977 v den svých 77. narozenin.

## Galerie

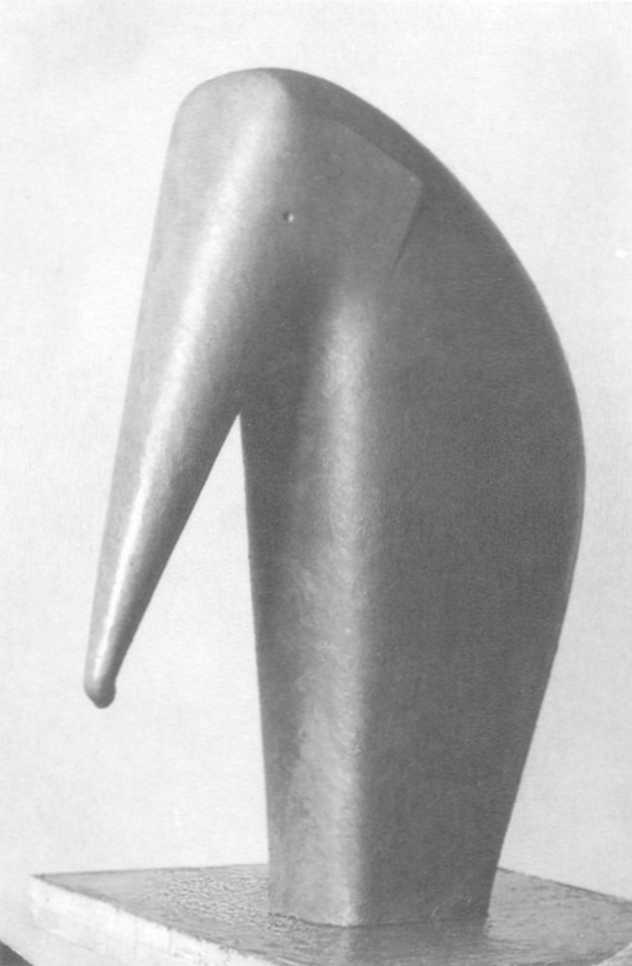
Slon, 1928
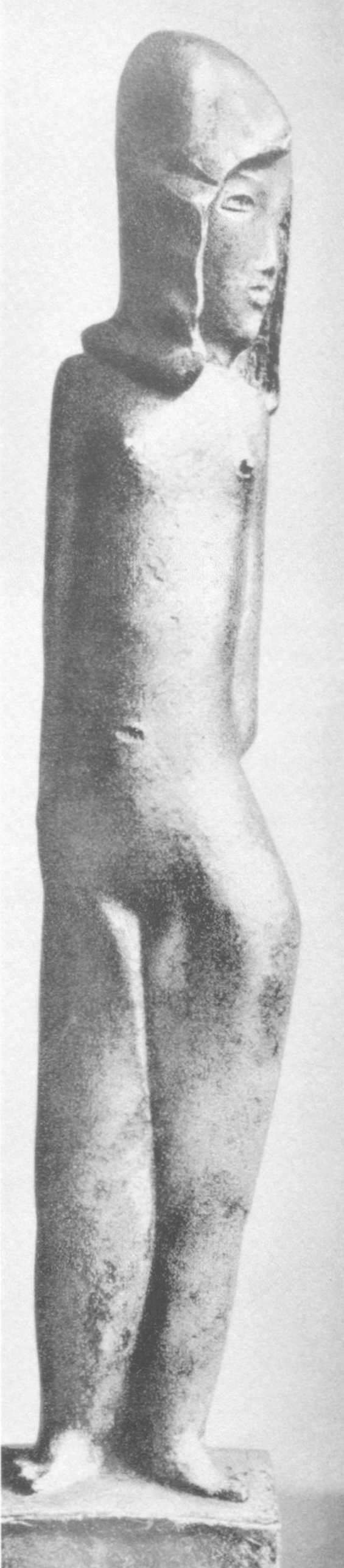
Stojící dívka, 1930
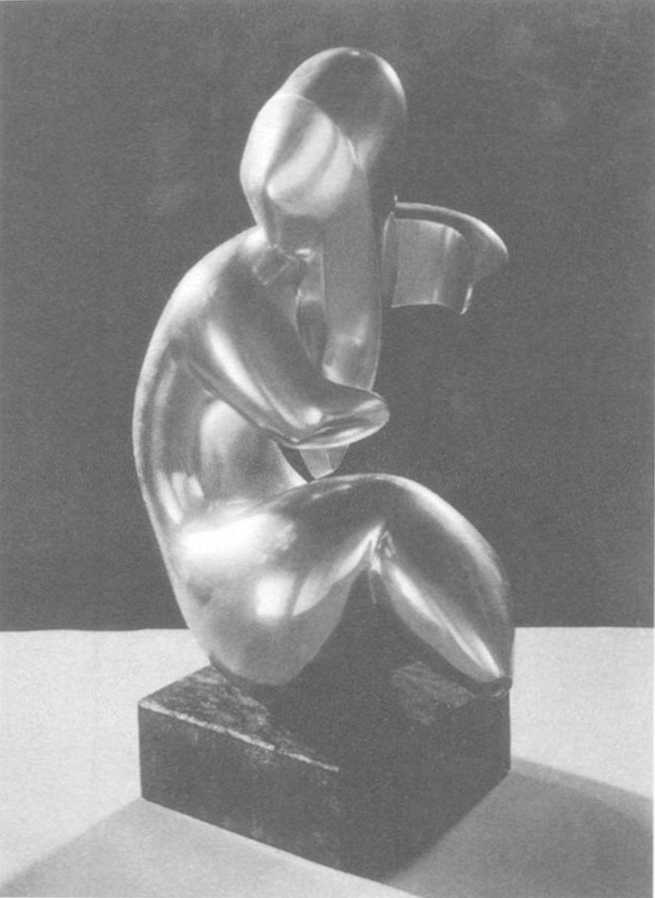
Česající se žena, 1930
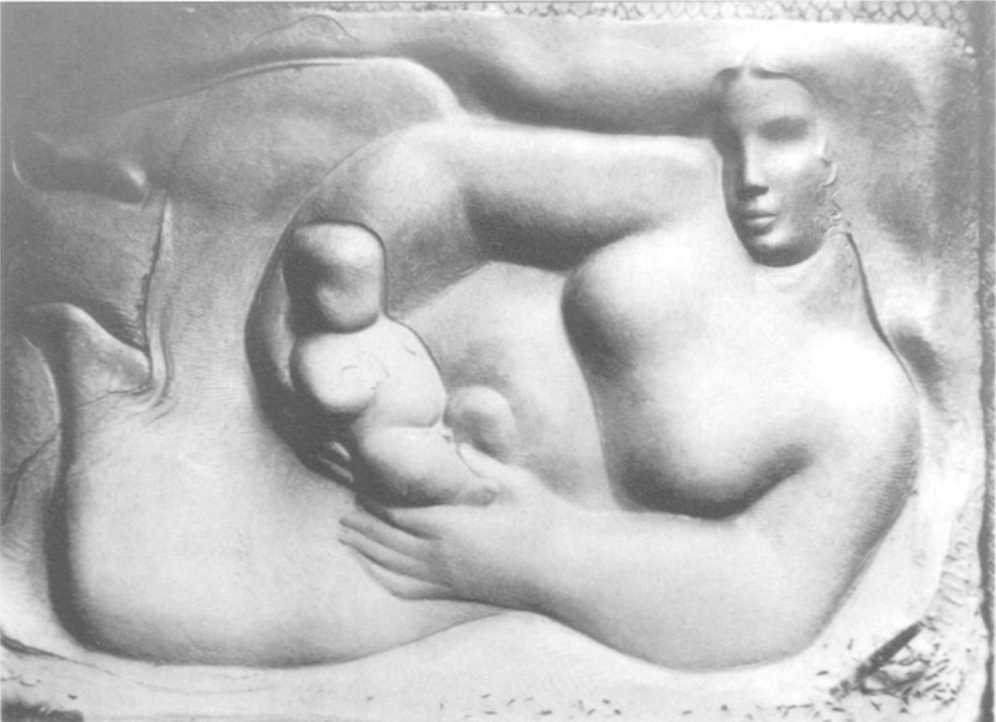
Matka a dítě, 1930